# Famille de La Fléchère
La famille de La Fléchère est une famille noble de Savoie, installée dans le comté de Savoie. La branche aînée de la famille, La Fléchère de Beauregard, est subsistante.

## Histoire

### Origines
La famille a possédé le château de Beauregard de 1236 à 2004. Toutefois la filiation prouvée ne débute qu'en 1370 écrit Amédée de Foras. Cette famille a donné quelques personnalités notables au cours du XIXe siècle.

« Cette maison n’a fourni aucun personnage ayant occupé les premières charges de l’État, mais elle présente une suite non interrompue d’hommes distingués dans l’armée et dans l’Église… Cette constante distinction, jointe à la haute ancienneté, à la possession de nombreuses seigneuries, aux belles alliances avec Vuagnard, Menthon, Lucinge, Saint-Jeoire, Lornay, Châtillon, Rovorée, Chevron-Villette, La Forest, Blonay, Mareschal-Duyn, Arenthon, Gerbais, Seyssel, Genève-Boringe, etc., justifie la place que feu le Marquis Costa de Beauregard a assignée aux La Fléchère parmi les familles historiques du duché de Savoie. »

— Amédée de Foras, Armorial et nobiliaire de l'ancien duché de Savoie
Selon Amédée de Foras, auteur de l'Armorial de Savoie, les La Fléchère seraient originaires d'Écosse, et pourrait être une branche de la famille des Flescher,. Une autre version leur prête une origine irlandaise,, ce que reprend Jean-Louis Grillet. Certains historiens indiquent que ce seigneur aurait accompagné Pierre II de Savoie à son retour d'Angleterre dans son comté. Cependant, l'apparition de la famille Flescher ne daterait que du XIIIe siècle en même temps que la citation de cette branche savoyarde. La version de l'historien suisse Louis Vulliemin, dans son Chillon : étude historique, propose une autre possibilité avec des membres de familles savoisiennes accompagnant le comte en Angleterre et ayant fait souche.
Au-delà de ces origines supposées, la première mention d'un membre de cette famille, répertoriée dans le Régeste genevois, se trouve dans un acte passé entre le sieur Aymon II de Faucigny (v.1180-†ap. octobre 1253) et le prieuré de Chamonix, indique Pierre de La Fléchère, en 1236, comme témoin,.

### Émergence d'une Savoie
La famille, installée à Saint-Jeoire-en-Faucigny, est à l'origine du château de Beauregard, place forte qui contrôle l'accès à la vallée du Risse, sur les pentes de la montagne de l'Herbette.
La notabilité de cette famille peut s'établir par la présence de sépultures de membres de la famille dans l'église Saint-Georges.
En 1366, Hugues de La Fléchère (v. 1320-1370), et le seigneur voisin Pierre de Saint-Jeoire, accompagnent le comte Amédée VI de Savoie lors de la Croisade d'Orient, afin secourir son cousin Jean V Paléologue. Ce seigneur aurait épousé vers 1340 Elisabeth de Lucinge.
Plus tard, le mariage, en 1654, d'un des descendants - François-Marie - avec la nièce du prince évêque de Genève — Jean d'Arenthon d'Alex — scelle définitivement l'union de cette famille avec les plus hautes instances de la noblesse savoyarde.

### Famille subsistante de La Fléchère de Beauregard
La branche aînée de la famille, connue sous le nom de La Fléchère de Beauregard (voir Château de Beauregard (Haute-Savoie)), subsiste encore de nos jours avec la plus grande distinction écrit Foras. Elle est recensée parmi les familles subsistantes de la noblesse française. Elle est inscrite à l'ANF en 1990.

## Personnalités

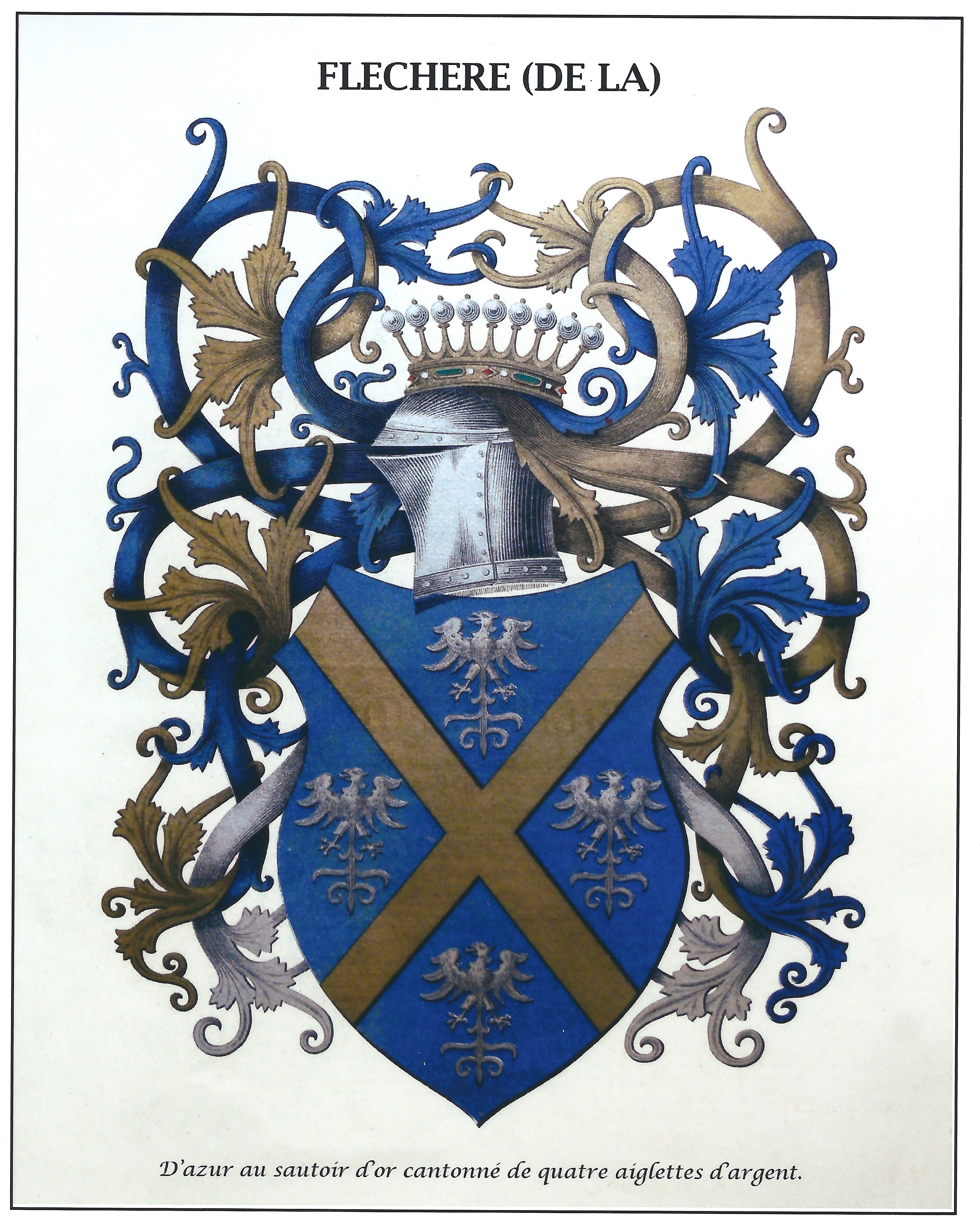
Armoiries De la Fléchère

- Claude-François de La Fléchère (?-1630), premier commandeur des saints Maurice et Lazare. ∞ Madeleine de la Forest (vers 1580- † 1632), fille de Philibert de La Forest Divonne, baron de la Bâtie d'Albanais[14],[15].
- Roger de La Fléchère (1915-2011), fondateur du Centre Educatif Catholique d'Apprentissage du Métier (CECAM)[16].
- Alexis de La Fléchère, journaliste à la radio.

### Hommes politiques
- Charles de La Fléchère, conseiller d'État et chevalier d'honneur au Sénat de Savoie par LP du 2 août 1635.
- Pierre-Claude de La Fléchère (1722-1790), promoteur du développement de la ville de Carouge.
- François-Marie de La Fléchère (1727-1793), colonel dans l'armée sarde, premier syndic d'Annecy, et comte d'Alex.
- André Urbain de La Fléchère (1754-1832), membre du Sénat helvétique dès 1798, Conseiller d'État vaudois[17].
- Étienne de La Fléchère de Beauregard (1822-1887), syndic puis maire de Saint-Jeoire jusqu'en 1887, conseiller général en 1874, il fut député de la Savoie au Parlement de Turin, pour le collège de Taninges (1857-1860), en remplacement de Germain Sommeiller[18],[19].

### Militaires
- Henri de La Fléchère, commissaire de l'artillerie deçà des Monts par LP du 15 février 1595, chevalier de l'Ordre des Saints Maurice-et-Lazare.
- François-Marie de La Fléchère (1727-....), colonel commandant le Régiment de Chablais.
- Jean-Pierre de La Fléchère (1727-1804), officier, général en chef et gouverneur de Cagliari qu'il défend victorieusement contre la flotte française en 1793[10]. Vice-roi de Sardaigne[10], puis président du Congrès militaire piémontais (1799), et du Conseil suprême de l'administration du Piémont (1800).
- Pierre Jean Isidore de La Fléchère (1769-1830), colonel commandant la Brigade de Piémont, chevalier de l'Ordre des Saints Maurice-et-Lazare.
- Georges-François de La Fléchère (1775-1843), colonel de chasseurs dans l'armée des États de Savoie, gouverneur de la ville et de la province de Sassari (1825)[10], puis commandant de la province de Savoie (1829). Général (1830). Grand-croix de l'Ordre des Saints-Maurice-et-Lazare[20].

### Ecclésiastiques
- François de La Fléchère (vers 1540-1602), frère de Jacques de La Fléchère, moine de Contamine-sur-Arve, puis prieur de Sillingy[21], cumulant ensuite la charge de prieur de Contamine. Il devient avocat au Sénat de Savoie et prieur de Sion. Il est parrain de saint François de Sales[9],[21].
- Georgie de La Fléchère, prieure de la chartreuse de Mélan (1572-1575)
- Sœur Madeleine de la Forest, dame de La Fléchère (vers 1580- † 1632). À la mort de son époux, elle entre dans les ordres et fonde le monastère de la Visitation de Rumilly[9].
- Sœur Françoise-Innocente de la Fléchère (1608-1655), fille de la précédente, est supérieure de la Visitation d’Annecy, puis supérieure de la Visitation de Rumilly où elle succède à sa mère en 1632[9].  Saint François de Sales est son parrain et son tuteur[15].
- Jean Guillaume de La Fléchère (1729-1785), prêtre anglican, théologien et figure sainte du méthodisme[22].

## Titres, droits et charges
Au cours de l'histoire, les La Fléchère sont 
- comtes d'Alex et de Veyrier-Châtillon (1654), à la suite du mariage de François-Marie de la Fléchère et de Marie-Claudine d'Arenthon d'Alex[10]
- seigneurs de Beauregard (Saint-Jeoire), Bellegarde, la Bruyère, la Caille, Collonges, Crans et Bosse, Culoz, Faucigny, Grens, Lutrin, Molliens, Picaraisin, Ravorée, Rumilly, Saint-Ours, Sallanches, Senoche, Sierne, Vanzy, Villy, Vuad ; coseigneur de Cormand, Douvres, Hauteville, Mieussy, Semine.

Des membres de la famille ont été châtelains de, :
- Arlod et de La Tour de Châtel (septembre 1466-janvier 1490)
- Faucigny (1441-1462 ; 1463-1466) ;
- Flumet (1450-1465) ;
- Mornex (1420-1439) ;

## Possessions

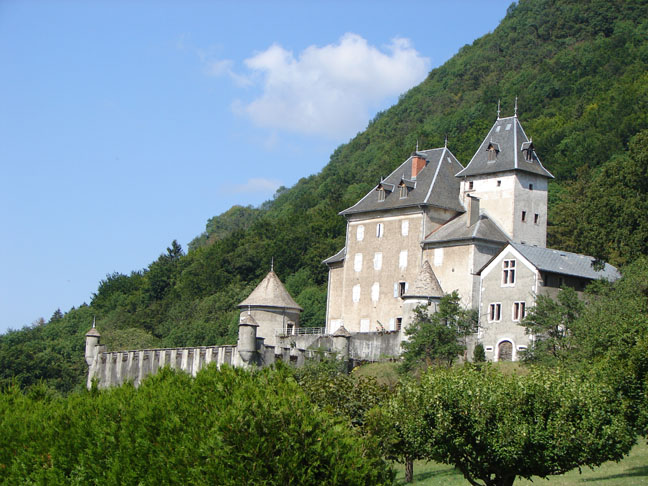
Le château de Beauregard.

- Château de Beauregard, dit de La Fléchère, construit au XIIIe siècle sur les pentes de l'Herbette, au nord-ouest de Saint-Jeoire en Faucigny[8], est détenu par cette même famille de 1236 à 2004 (soit pendant huit siècles). Le dernier propriétaire, Roger de La Fléchère[25], en fait alors don au diocèse d'Annecy, qui le confie à une communauté religieuse d'inspiration franciscaine, la Fraternité Eucharistein en 2008[26].
- Château de Bellegarde, à Sallanches[27].
- Château de Vanzy, dit la Fléchère, à Vanzy (Haute-Savoie)[28] ;
- La tour La Fléchère, dans les faubourgs de Concise (aujourd'hui un hameau de Thonon)[19], joua un rôle durant l'occupation bernoise ;
- Vers la fin du XVIIIe siècle, Henri-Louis de La Fléchère possède l'imposante maison vigneronne de La Viborne (8, route de Germagny) à Mont-sur-Rolle[29].

- Château de Montvéran, à Culoz[réf. nécessaire].